# Estadio Salesiano Padre Pascual Bissón
El Estadio Pascual Bissón es un estadio multiusos, propiedad de la Unidad Educativa Salesiana Santo Tomás Apóstol Riobamba. Está ubicado en la ciudad de Riobamba, provincia de Chimborazo. Fue inaugurado en el año 2006. Es usado para la práctica del fútbol, Tiene capacidad para 500 espectadores.
Desempeña un importante papel en el fútbol local, ya que el Club Deportivo Star Club hace de local en este escenario deportivo, que participa en el Campeonato Provincial de Segunda Categoría de Chimborazo.
El estadio es sede de distintos eventos deportivos a nivel local, ya que también es usado para los campeonatos escolares de fútbol que se desarrollan en la ciudad en las distintas categorías, también puede ser usado para eventos culturales, artísticos, musicales de la localidad. Además de:
- Campeonatos Intercolegiales de fútbol.[1]
- Entrenamientos disciplinas fútbol y atletismo.[1]